# Junot Díaz
Junot Díaz (Santo Domingo, 31 de dezembro de 1968) é um escritor dominicano-americano, professor de escrita criativa no Instituto de Tecnologia de Massachusetts (MIT) e editor de ficção na Boston Review . Ele também atua no conselho de conselheiros da Freedom University, uma organização voluntária na Geórgia que fornece instruções pós-secundárias para imigrantes sem documentos.  O ponto central do trabalho de Díaz é a experiência do imigrante, particularmente a experiência do imigrante latino.
Nascido em Santo Domingo, República Dominicana, Díaz imigrou com sua família para Nova Jersey aos seis anos de idade. Ele graduou-se como Bachelor of Arts pela Universidade Rutgers, e logo depois de se formar criou o personagem "Yunior", que serviu como narrador de vários de seus livros posteriores. Depois de obter seu MFA na Universidade de Cornell, Díaz publicou seu primeiro livro, a coleção de contos de 1995 Drown .
Diaz recebeu o Prêmio Pulitzer de Ficção de 2008 por seu romance The Brief Wondrous Life of Oscar Wao e recebeu uma bolsa "Genius Grant" da Fundação MacArthur em 2012. Nomeado presidente do Conselho Pulitzer em abril de 2018, deixou o cargo logo após controvérsias sobre alegações de assédio sexual serem feitas pela autora Zinzi Clemmons e várias outras escritoras. A questão gerou controvérsia em círculos feministas sobre o papel da raça ou etnia na resposta do público e da mídia a tais alegações.

### Romance
- 2007-  The Brief Wondrous Life of Oscar Wao.

### Coleções de contos
- 1996 - Drown.
- 2012-  This Is How You Lose Her.

### Livros infantis
- 2018 - Islandborn (ilustrado por Leo Espinosa).

### Ensaios
- "Homecoming, with Turtle" (The New Yorker, J14 de junho de 2004)
- "Summer Love, Overheated" (GQ, Abril de 2008)
- "One Year: Storyteller-in-Chief" (The New Yorker, 20 de janeiro de 2010)
- "Apocalypse: What Disasters Reveal" (Boston Review, maio/junho de 2011)
- "MFA vs. POC" (The New Yorker, 30 de abril de 2014)
- "The Silence: The Legacy of Childhood Trauma"  (The New Yorker, 16 de abril de 2018)

## 
1. ↑  Terrie M Rooney (1998). Contemporary Authors, Volume 161. Gale Research Co. [S.l.: s.n.] ISBN 9780787619947
2. ↑  Jefferson. «Junot Diaz Promotes "Freedom University" On The Colbert Report». Anisfield-Wolf Community Blog |nome3= sem |sobrenome3= em Authors list (ajuda)
3. ↑  «Immigrant Song». Time Out New York
4. ↑  «2012 MacArthur Foundation 'Genius Grant' Winners». October 1, 2012. Associated Press
5. ↑  II, Louis Lucero (10 de maio de 2018). «Junot Díaz Steps Down as Pulitzer Chairman Amid Review of Misconduct Allegations». The New York Times (em inglês). ISSN 0362-4331
6. ↑  «Rift among scholars over treatment of Junot Díaz as he faces harassment and misconduct allegations». www.insidehighered.com (em inglês). Consultado em 22 de outubro de 2019